# Libán
En pesca, se llaman libanés a las dos cuerdas que guarnecen las redes por su armadura alta y baja. 
La superior sirve para dar resistencia a la red en todos sus calamentos o acciones y para enfilar en ella los corchos: la inferior igualmente contribuye al mismo primer efecto y al mismo tiempo recibe o contiene los plomos, rodetes o piedras con que regularmente se lastran las redes para que la gravedad de semejantes cuerpos sólidos las haga calar o descender, si conviene hasta el suelo del fondo del mar. 
Lo que realmente se conoce por Libanés es cuando las tales cuerdas son de esparto crudo: y esta voz es propia de las provincias marítimas de Levante en donde es muy frecuente su uso entre aquellos pescadores y aun en alguna gran parte de las playas del Mediodía.
En otras se conocen con el nombre de violetas, y asimismo el de trallas y en muchas o casi todas se expresan con la palabra relingas y también malletas. En Cataluña el significado Libanés denota unas cuerdas o sogas sin distinción más o menos gruesas aplicables a las redes de pesca, hechas o torcidas de esparto crudo o sin majar, circunstancia que decide su mayor duración. Con ellas atadas unas a otras echan sus nasas aquellos naturales . A estas sogas unidas por sus extremos, conforme el número de Libanés que se emplean, llaman en Valencia calamentos.